# TV Crimes
TV Crimes — песня группы Black Sabbath с альбома Dehumanizer, была выпущена как сингл с альбома и достигла 33 места в чарте UK Singles Chart. Это последняя песня группы (до воссоединения с Оззи Осборном), попавшая в чарты.
Видеоклип к песне был снят в Лос-Анджелесе. Согласно утверждению Батлера в интервью, данном им на видео Hangin’ with Heaven and Hell, клип был снят до произошедших там беспорядков. Также, по его словам, сюжет клипа не имеет ничего общего с текстом песни.
Сингл был выпущен в различных изданиях.

## Список композиций

### 7" сингл
1. TV Crimes — 3:58
2. Letters from Earth (альтернативная версия) — 4:41

### 12" сингл
1. TV Crimes — 3:58
2. Letters from Earth (альтернативная версия) — 4:41
3. Time Machine (версия Wayne’s World) — 4:25

### 12"рисованный диск
1. TV Crimes — 3:58
2. Letters from Earth (альтернативная версия) — 4:41
3. The Mob Rules (концертное исполнение) — 3:17

### Диджипак
Диск 1
1. TV Crimes" — 4:01
2. Letters from Earth — 4:41
3. Paranoid" (Live)" — 3:28

Диск 2
1. TV Crimes" — 4:01
2. The Mob Rules (концертное исполнение) — 3:18
3. Heaven and Hell (концертное исполнение) — 8:51

## Участники записи
- Ронни Джеймс Дио — вокал
- Тони Айомми — гитара
- Гизер Батлер — бас-гитара
- Винни Апписи — ударные

## Места в чартах
| Год  | Чарт             | Позиция |
| ---- | ---------------- | ------- |
| 1992 | UK Singles Chart | 33      |